# 瓦曼
瓦曼（法語：Wamin，法語發音：[wamɛ̃]）是法国上法蘭西大區加来海峡省的一个市镇，属于蒙特勒伊区。

## 地理
瓦曼（50°24'50"N, 2°3'38"E）面积7.2 平方千米，位于法国上法蘭西大區加来海峡省，该省份为法国北部沿海省份，西北濒北海，南至索姆省，东临北部省。
与瓦曼接壤的市镇（或旧市镇、城区）包括：弗雷桑、欧希莱塞丹、卡夫龙圣马丹、拉洛日、勒帕尔克、旺贝库尔。

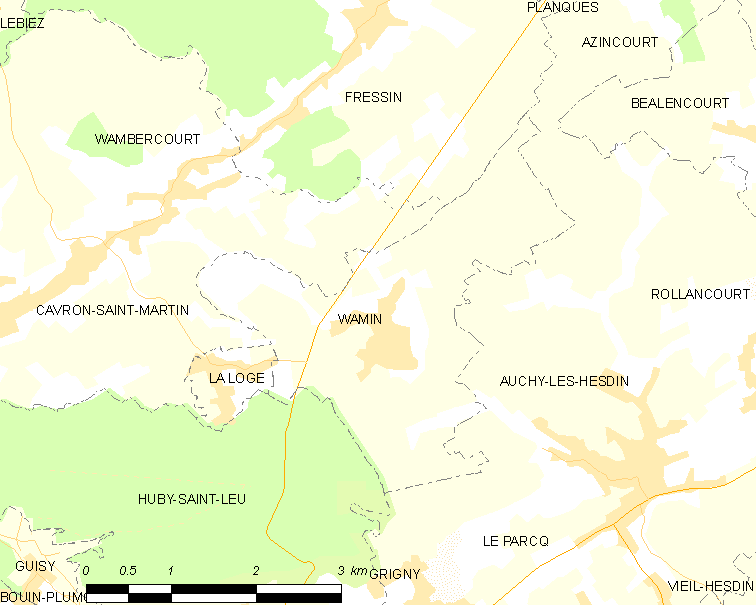
瓦曼的OSM定位图

瓦曼的时区为UTC+01:00、UTC+02:00（夏令时）。

## 行政
瓦曼的邮政编码为62770，INSEE市镇编码为62872。

## 政治
瓦曼所属的省级选区为欧克西堡县。

## 人口

1962-2008年间瓦曼人口变化图示

瓦曼于2022年1月1日时的人口数量为242人。